# Hertugdømmet Siewierz
Hertugdømmet Siewierz var et hertugdømme, med hovedstad i byen Siewierz. Området var oprindeligt en del af Lillepolen, men blev indlemmet i hertugdømmet Schlesien, der blev oprettet efter hertug Bolesław 3. Wrymouths død i 1138 under Polens fragmentering under Piast-dynastiet. I 1443 blev hertugdømmet Siewierz et hertugdømme under Lillepolen under kontrol af Kongeriget Polens krone. Dette gjorde biskopperne i Kraków til regenter af hertugdømmet, og her sluttede Siewierz' historie med Schlesien, da det igen blev en del af Lillepolen.
Siewierz blev regeret af de schlesiske piaster som en del af hertugdømmet Bytom under hertug Kasimir af Bytom. I 1312 gav han byen til sin yngste søn Mieszko, som gav afkald på den til fordel for sin bror Władysław. I 1337 blev det erhvervet af Kazimir 1. af Cieszyn, hvis efterkommer solgte det til ærkebiskoppen af Kraków i 1443. Den polske historiker Zygmunt Gloger skrev i sin bog "Historisk geografi af lande i det antikke Polen" ("Geografia historyczna ziem dawnej Polski"), der blev udgivet i 1900, at hertugdømmet Siewierz tilhørte Lillepolen, der købte det af ærkebiskopperne i Kraków.
Efter 1443 var det, sammen med hertugdømmet Nysa, det eneste kirkelige hertugdømme i regionen, (styret af en biskop af den katolske kirke). På mange niveauer var dette lille fyrstedømme næsten et 'land i et land': det havde sine egne love, skattekammer og hær.
Hertugdømmets sammenlægning med Lillepolen blev afsluttet, da Den Store Sejm i 1790 formelt inkorporerede hertugdømmet som et land af den polske krone i det Den polsk-litauiske realunion. Under Polens tredje deling i 1795 blev hertugdømmet og dets tilstødende regioner annekteret af Preussen og indlemmet i den nye provins Ny Schlesien. I 1800 flyttede Kraków-biskopperne deres residens væk fra Siewierz.
Hertugdømmet blev midlertidigt genskabt i 1807 af Napoleon som en gave til hans allierede, Jean Lannes i hertugdømmet Warszawa. Efter Wienerkongressen i 1815 blev landene en del af Kongrespolen under kejserligt russisk styre. I 1918 blev Siewierz en del af den anden polske republik, fra 1939 til 1945 blev den besat af Nazityskland. Biskopperne i Kraków fortsatte med at bruge titlen prins af Siewierz, indtil Adam Stefan Sapiehas død i 1951.
- Mieszko bytomski 1312-1328
- Władysław bytomski 1328-1337
- Kazimierz I cieszyński 1337-1358
- Bolko 2. Mały 1359-1368
- Przemysław I Noszak 1368-1410
- ? 1410-1423
- Zbigniew Oleśnicki 1423-1455
- Tomasz Strzępiński 1455-1460
- Jakub z Sienna 1461-1463
- Jan Gruszczyński 1463-1464
- Jan Lutek 1464-1471
- Jan Rzeszowski 1471-1488
- Fryderyk Jagiellończyk 1488-1503
- Jan Konarski 1503-1524
- Piotr Tomicki 1524-1535
- Jan Latalski 1536-1537
- Jan Chojeński 1537-1538
- Piotr Gamrat 1538-1545
- Samuel Maciejowski 1546-1550
- Andrzej Zebrzydowski 1551-1560
- Filip Padniewski 1560-1572
- Franciszek Krasiński 1572-1577
- Piotr Myszkowski 1577-1591
- Jerzy Radziwiłł 1591-1600